# Masaki Kanō

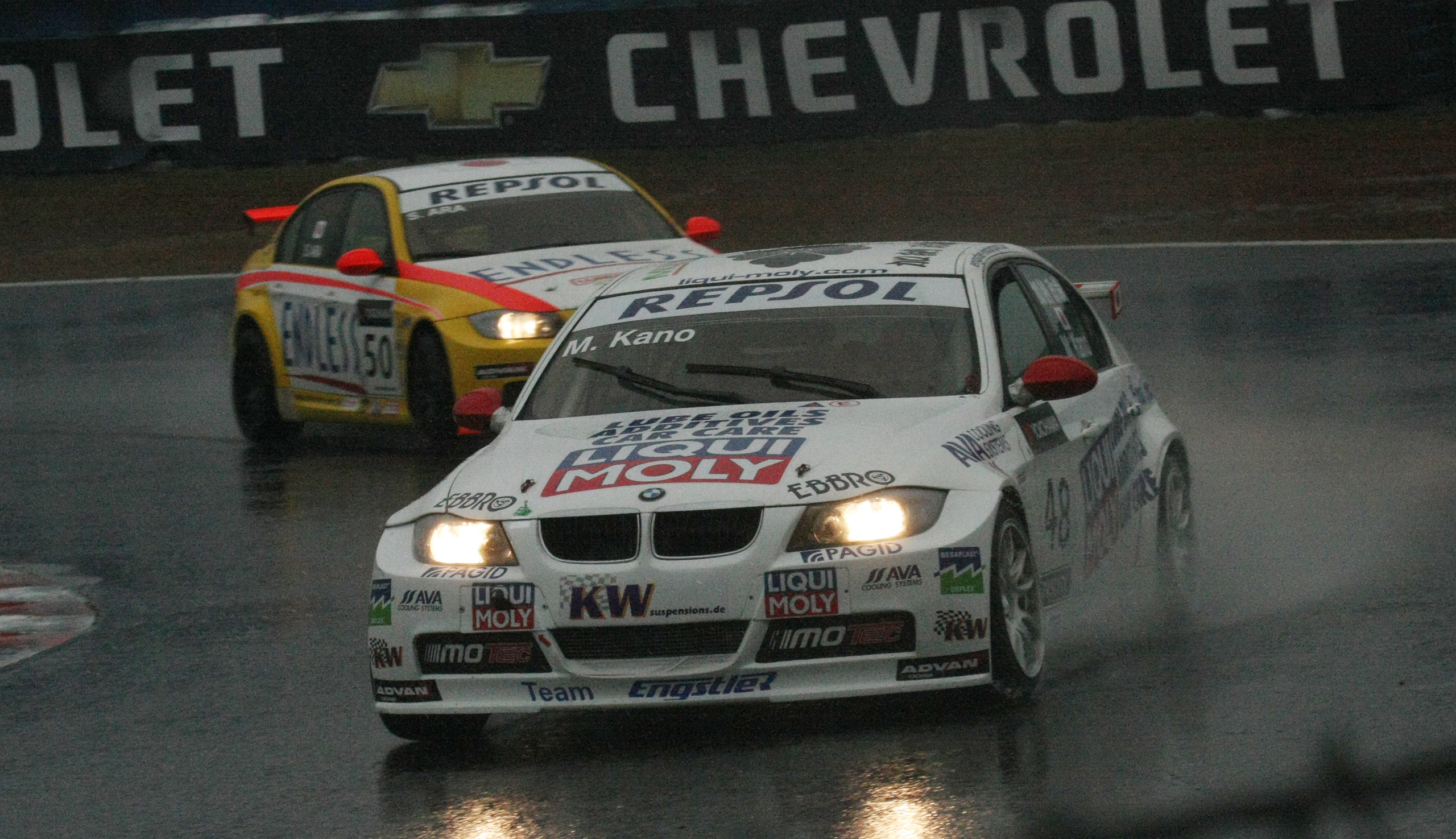
Kano (vorne) beim japanischen WTCC-Rennen 2009

Masaki Kanō (jap. 加納 政樹, Kanō Masaki; * 4. Februar 1976 in der Präfektur Hyōgo) ist ein japanischer Autorennfahrer. Von 2008 bis 2011 nahm er an einzelnen Rennen der Tourenwagen-Weltmeisterschaft (WTCC) teil.

## Karriere
Kanō begann seine Motorsportkarriere 1991 im Kartsport, in dem er bis 1994 aktiv war. 1995 nahm er an der Winfield Racing School in Frankreich teil.
Seit 2006 ist er im Tourenwagensport aktiv. Er wurde in diesem Jahr Neunter der japanischen Super Taikyu Series. 2007 verbesserte er sich in dieser Serie auf den dritten Platz. Darüber hinaus wurde Kanō in dieser Saison Vizemeister der Asian Touring Car Championship. 2008 blieb er in der Asian Touring Car Championship und schloss die Saison auf dem dritten Platz der Fahrerwertung ab.
Von 2008 bis 2011 nahm Kanō für Engstler Motorsport jährlich an mindestens einer Veranstaltung der Tourenwagen-Weltmeisterschaft (WTCC) teil. Nur in seiner Debütsaison trat er zu zwei Rennwochenenden an. Ein zwölfter Platz war seine beste Einzelplatzierung.

## Persönliches
Kanō ist verheiratet und Vater zweier Töchter.

## Karrierestationen
| - 1991–1994: Kartsport - 2006: Japanische Super Taikyu Series (Platz 9) - 2007: Asian Touring Car Championship (Platz 2) | - 2007: Japanische Super Taikyu Series (Platz 3) - 2008: Asian Touring Car Championship (Platz 3) - 2008: WTCC | - 2009: WTCC - 2010: WTCC - 2011: WTCC |